# Граф Линдсей

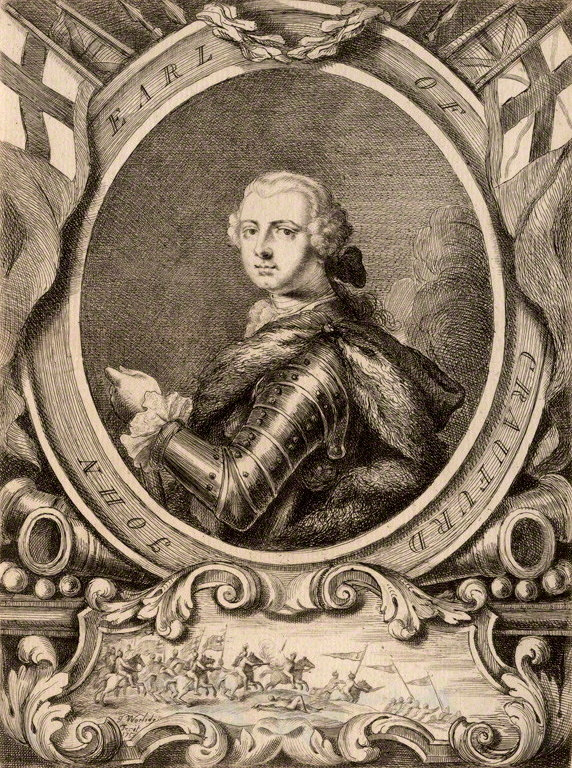
Джон Линдси, 20-й граф Кроуфорд и 4-й граф Линдсей (1702—1749)

Граф Линдсей (англ. Earl of Lindsay) — графский титул в пэрстве Шотландии. Титул был создан в 1633 году для Джона Линдси, 10-го лорда Линдси (1598—1678), который впоследствии унаследовал титул графа Кроуфорда (1652). Два графства существовали вместе до смерти Джорджа Линдси-Кроуфорда (1758—1808), 22-го графа Кроуфорда и 6-го графа Линдсея.
В 1808 году графом Линдсей (де-юре) стал Дэвид Линдси (ум. 1809), дальний родственник 22-го графа Кроуфорда. В 1848 году Палата лордов восстановила титул графа Линсей. Дэвид Линдси, 7-й граф Линсей, и его преемник Патрик Линдси, 8-й граф Линсей, скончались, не оставив мужских потомков. В 1878 году Палата лордов признала новым графом Джона Троттера Бетюна, 2-го баронета (1827—1894).
Вспомогательные титулы графа Линдсей: виконт Гарнок (создан в 1703), лорд Линдсей из Байрса (1445), лорд Парброат (1633) и лорд Килбирни, Кингсбурн и Драмри (1703) в пэрстве Шотландии. Титул виконта Гарнока используется в качестве титула учтивости для старшего сына и наследника графа Линдсея.
Родовая резиденция находится в Лахилл-хаусе возле деревни Аппер-Ларго в области Файф (Шотландия).

## Лорды Линдсей из Байрса (1445)
- 1445—1482: Джон Линдси, 1-й лорд Линдсей (ум. 6 февраля 1482), сын сэра Уильяма Линдси из Байрса (ум. 1414);
- 1482—1490: Дэвид Линдси, 2-й лорд Линдсей (ум. 1490), старший сын Джона Линдси, 1-го лорда Линдсей из Байрса;
- 1490—1497: Джон Линдси, 3-й лорд Линдсей (ум. 1497), второй сын Джона Линдси, 1-го лорда Линдсей из Байрса;
- 1497—1526: Патрик Линдси, 4-й лорд Линдсей (ум. 1526), третий сын Джона Линдси, 1-го лорда Линдсей из Байрса;
- 1526—1563: Джон Линдси, 5-й лорд Линдсей (ум. 17 декабря 1563), старший сын сэра Джона Линдсея, мастера Линдсея (ум. 1525), внук Парика Линдси, 4-го лорда Линдсея;
- 1563—1589: Патрик Линдси, 6-й лорд Линдсей (1521 — 11 декабря 1589), сын предыдущего;
- 1589—1601: Джеймс Линдси, 7-й лорд Линдсей (1554 — 5 ноября 1601), сын 6-го лорда Линдсея;
- 1601—1609: Джон Линдси, 8-й лорд Линдсей (ум. 5 ноября 1609), старший сын предыдущего;
- 1609—1616: Роберт Линдси, 9-й лорд Линдсей (ум. 9 июля 1616), второй сын 7-го лорда Линдсея;
- 1616—1678: Джон Линдси, 10-й лорд Линдсей (ок. 1598—1678), сын и преемник 9-го лорда Линдсея, с 1633 года — граф Линдсей.

## Графы Линдсей (1633)
- 1633—1678: Джон Линдсей, 1-й граф Линдсей, 17-й граф Кроуфорд (ок. 1598—1678), сын и преемник Роберта Линдси, 9-го лорда Линдсея;
- 1678—1698: Уильям Линдси, 2-й граф Линдсей, 18-й граф Кроуфорд (апрель 1644 — 6 марта 1698), старший сын предыдущего;
- 1698—1713: Джон Линдси, 3-й граф Линдсей, 19-й граф Кроуфорд (ум. 4 января 1713), сын предыдущего;
- 1713—1749: Джон Линдси, 4-й граф Линдсей, 20-й граф Кроуфорд (4 октября 1702 — 25 декабря 1749), сын предыдущего;
- 1749—1781: Джордж Линдси-Кроуфорд, 5-й граф Линдси, 21-й граф Кроуфорд, 4-й виконт Гарнок (14 марта 1723 — 11 августа 1781), младший сын Патрика Линдси, 2-го виконта Гарнока (1697—1735);
- 1781—1808: Джордж Линдси-Кроуфорд, 6-й граф Линдсей, 22-й граф Кроуфорд, 5-й виконт Гарнок (31 января 1758 — 30 января 1808), единственный сын предыдущего. Скончался неженатым и бездетным;
- 1808—1809: Дэвид Линдсей, 7-й граф Линдсей (ум. май 1809), сын Джона Линдси, потомок Патрика Линдси, 4-го лорда Линдсея из Байрса (ум. 1526);
- 1809—1839: Патрик Линдсей, 8-й граф Линдсей (24 февраля 1778 — 14 марта 1839), сын подполковника Джона Линдси (ум. 1780), потомок потомок Патрика Линдси, 4-го лорда Линдсея из Байрса (ум. 1526);
- 1839—1851: Генри Линдси Бетюн, 9-й граф Линдсей (12 апреля 1787 — 19 февраля 1851), сын майора Мартина Линдси Бетюна (ум. 1813), потомок Патрика Линдси, 4-го лорда Линдсея из Байрса (ум. 1526);
- 1851—1894: Джон Троттер Бетюн, 10-й граф Линдсей (3 января 1827 — 12 мая 1894), старший сын предыдущего;
- 1894—1917: Дэвид Кларк Бетюн, 11-й граф Линдсей (18 апреля 1832 — 20 марта 1917), старший сын Дэвида Аутона-Линдси из Вормистона (1798—1872), потомок Патрика Линдси, 4-го лорда Линдсея из Байрса (ум. 1526);
- 1917—1939: Реджинальд Линдси-Бетюн, 12-й граф Линдсей (18 мая 1867 — 14 января 1939), старший сын предыдущего;
- 1939—1943: Арчибальд Лионель Бетюн, 13-й граф Линдсей (14 августа 1872 — 15 октября 1943), младший сын Дэвида Кларка Бетюна, 12-го графа Линдсея;
- 1943—1985: Уильям Линдси Такер-Бетюн, 14-й граф Линдсей (28 апреля 1901—1985), сын предыдущего;
- 1985—1989: Дэвид Линдси-Бетюн, 15-й граф Линдсей (9 февраля 1926—1989), старший сын предыдущего;
- 1989 — настоящее время: Джеймс Рэндольф Линдси-Бетюн, 16-й граф Линдсей (род. 19 ноября 1955), единственный сын предыдущего;
  - Наследник: Уильям Джеймс Линдси-Бетюн, виконт Гарнок (род. 30 декабря 1990), старший сын предыдущего.

## Виконты Гарнок (1703)
- Джон Линдсей-Кроуфорд, 1-й виконт Гарнок (12 мая 1669 — 24 декабря 1708), сын Патрика Кроуфорда (ум. 1681) и внук Джона Линдси, 17-го графа Кроуфорда (1598—1678);
- Патрик Линдсэй-Кроуфорд, 2-й виконт Гарнок (30 ноября 1697 — 24 мая 1735), сын предыдущего;
- Джон Линдсей-Кроуфорд, 3-й виконт Гарнок (5 июля 1722 — 22 сентября 1738), старший сын предыдущего;
- Джордж Линдси-Кроуфорд, 4-й виконт Гарнок (14 марта 1723 — 11 августа 1781), младший сын 2-го виконта Гарнока, с 1749 года — 21-й граф Кроуфорд.

Все последующие графа Линдсеи носили титулы виконта Гарнока.

## Баронеты Бетюн из Килконкуара (1836)
- Сэр Генри Линдси Бетюн, 1-й баронет (12 апреля 1787 — 19 февраля 1851), 9-й граф Линдсей де-юре (1839—1851), сын майора Мартина Эклса Линдси Бетюна (ум. 22 июля 1813), потомок Патрика Линдси, 4-го лорда Линдсея из Байрса (ум. 1526);
- Сэр Джон Троттер Бетюн, 2-й баронет (3 января 1827 — 12 мая 1894), 10-й граф Линдсей (1851—1894), старший сын предыдущего.